# Helen G. James
Helen Grace James (Scranton, Pensilvania, 30 de enero de 1927) es una fisioterapeuta y veterana militar estadounidense. Prestó servicios en la Fuerza Aérea de los Estados Unidos, donde alcanzó el rango de Aviadora de Segunda Clase. Fue dada de baja del ejército por considerarla "indeseable" durante la campaña Pánico Lavanda, destinada a eliminar a las personas lesbianas y gays de los empleos gubernamentales relacionados con la campaña anticomunista. En 1960, logró mejorar su estatus de "indeseable" a "baja general en condiciones honorables". En 2018, demandó con éxito a la Fuerza Aérea de los EE. UU. para que le otorgaran una baja honorable, lo que le permitió tener acceso a todos los beneficios para veteranos a los que antes no podía acceder.

## Biografía
Helen Grace James nació en Scranton, Pensilvania, el 30 de enero de 1927. Su padre, veterano de la Primera Guerra Mundial, la inspiró profundamente, lo que finalmente la llevó a unirse a la Fuerza Aérea de los Estados Unidos a los 25 años, tras alistarse simultáneamente en la Reserva de la Fuerza Aérea.
James también se licenció en Ciencias en Educación para la Salud en East Stroudsburg State College y enseñó allí durante varios años antes de alistarse.

## Trayectoria
Helen G. James se alistó en la Fuerza Aérea de los Estados Unidos en 1952. Comenzó como operadora de radio y luego fue ascendida a jefa de equipo. Finalmente alcanzó el rango de aviador de segunda clase. En 1955, la Oficina de Investigaciones Especiales (OSI) comenzó a seguir y espiar su trabajo y su vida personal durante la campañal del Pánico Lavanda para eliminar a las personas lesbianas y gays del gobierno a medida que el comunismo comenzó a aumentar y considerarse un riesgo inmediato en los Estados Unidos. Arrestaron a James y la sometieron a un interrogatorio que duró horas, amenazándola con revelar su orientación sexual a sus familiares y amigos si no firmaba los papeles de baja de la Fuerza Aérea. James fue dada de baja por "indeseable" de la Fuerza Aérea de los EE. UU. el 3 de marzo de 1955. A James también se le retiró su comisión en la Reserva de la Fuerza Aérea en agosto de 1955, con otra baja "indeseable".
Después de eso, se mudó a California, donde obtuvo un título avanzado en fisioterapia de la Universidad de Stanford. Desde entonces trabaja como fisioterapeuta. Desde 1972 fue miembro del cuerpo docente de la Universidad Estatal de California, Fresno, hasta que comenzó a ejercer la medicina privada en 1989.
El 8 de abril de 1960, solicitó que se modificara su estatus de "indeseable" a "Baja General con Honores". Sin embargo, no lo consiguió porque el Centro Nacional de Registros Personales alegó que no se pudo recuperar su historial militar. Esta modificación se llevó a cabo más tarde, pero el nuevo estatus no le permitía tener acceso a servicios básicos que otros veteranos podían recibir, como atención médica o beneficios bancarios de la USAA. En 2018, demandó a la Fuerza Aérea de los EE. UU. y consiguió la modificación de su estatus a "honorable", lo que hizo que tuviera acceso a todos los beneficios para veteranos, incluido el acceso a la atención médica del Departamento de Asuntos de Veteranos de los EE. UU. y el derecho a ser enterrada en un cementerio nacional.
En enero de 2018, decidió donar su álbum de fotografías al Smithsonian, para que se exhiba en el Museo Nacional del Aire y el Espacio.